# Faro basso di IJmuiden
Il faro basso di IJmuiden (in olandese Lage vuurtoren van IJmuiden) è un faro circolare in ghisa di 24 metri d'altezza presso IJmuiden, una città portuale dei Paesi Bassi. Insieme al faro alto di IJmuiden forma una coppia di fari guida che segnalano l'IJgeul, l'ingresso dal Mare del Nord nel canale del Mare del Nord. Il faro ha 88 gradini, è sprovvisto di guardiano ed è chiuso al pubblico.

## Storia
Progettato da Quirinus Harder, fu costruito nel 1878 dalla D.A. Schretlen & Co, una compagnia di Leida e inaugurato l'anno successivo. Nel 1909, le tre parti superiori furono spostate a Vlieland dove costituiscono un faro a sé stante: il Vuurduin. Nel 1966 il faro fu leggermente spostato. Dal 1981 è monumento nazionale protetto (Rijksmonument).